# Thermen van Titus
De Thermen van Titus (Latijn:Thermae Titi) was een openbaar thermencomplex in het oude Rome.

## Geschiedenis
De thermen werden door keizer Titus gebouwd en in het jaar 81 geopend tijdens de opening van het naastgelegen Colosseum. Waarschijnlijk werd voor deze thermen een bestaand gebouw van de Domus Aurea van keizer Nero verbouwd. De thermen van Titus waren niet bijzonder groot en al aan het begin van de 2e eeuw werden de veel grotere Thermen van Trajanus er direct naast gebouwd. Na de Gotische Oorlog (535-554) werden de Romeinse thermen niet meer gebruikt en verviel het complex van Titus tot een ruïne. Grote delen van het gebouw stonden in de 16e eeuw nog overeind toen Andrea Palladio het grondplan optekende. Kort daarop werden de ruïne vrijwel geheel afgebroken. Slechts enkele resten van bakstenen pilaren versierd met halfzuilen zijn nog zichtbaar.

## Het gebouw
De Thermen van Titus stonden op de helling van de Oppius, een uitloper van de heuvel Esquilijn, tegenover het Colosseum. Het complex was ongeveer 105 bij 120 meter groot. De entree was in de noordelijke muur. Aan de zuidelijke zijde lag een brede trap die naar het 18 meter lager gelegen plein voor het Colosseum leidde. Het hoofdgebouw, waar het frigidarium (koudwaterbad) was, lag tegen de noordelijke ingang. Het caldarium stond direct ten zuiden van het frigidarium. Om het gebouw stonden zuilengalerijen.
De muren van de Thermen waren in de oudheid beschilderd door de kunstenaar Famullus of Fabullus. Fragmenten van deze schilderingen waren in de 18e eeuw nog zichtbaar en werden gekopieerd door Nicholas Ponce. De originele schilderingen zijn onder invloed van de elementen verdwenen, maar dankzij Ponce is bekend hoe ze eruitzagen. Een grote granieten badkuip werd in de 16e eeuw op het terrein opgegraven en staat sinds die tijd in de Cortile di Belvedere van de Vaticaanse Musea. Een tweede bad gemaakt van porfier werd later opgegraven en wordt nu in de Sala Rotonda van hetzelfde museum tentoongesteld.

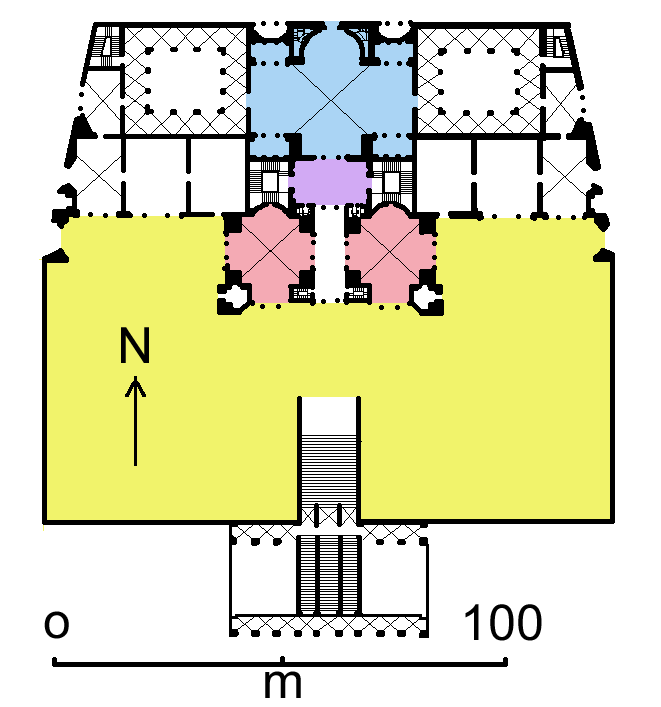
Grondplan van de Thermen van Titus

## Referentie
- S. Platner, a topographical history of ancient Rome, London 1929. Art. Thermae Titi

Thermen van Agrippa · Thermen van Nero · Thermen van Titus · Thermen van Trajanus · Thermen van Caracalla · Thermen van Alexander Severus · Thermen van Decius · Thermen van Diocletianus · Thermen van Constantijn